# Lymantria umbrina
Lymantria umbrina este o specie de molii din genul Lymantria, familia Lymantriidae, descrisă de Moore 1879 Conform Catalogue of Life specia Lymantria umbrina nu are subspecii cunoscute.